# Fairy Tales
Fairy Tales é o segundo álbum da banda de electrorock brasileira Harry. Lançado em 1988 pela gravadora Wop Bob, ele é considerado um dos discos mais emblemáticos do underground brasileiro.
Em 1989, a Revista Bizz considerou a capa de Fairy Tales como a 2ª melhor capa do ano de 1988

## Faixas
| N.º | Título                 | Compositor(es)                     | Duração |  |
| 1.  | "Sky Will Be Grey"     | César Di Giacomo, Richard Johnsson | 2:20    |  |
| 2.  | "Genebra"              | Roberto Verta, Richard Johnsson    | 3:28    |  |
| 3.  | "Jospeh In The Mirror" | Johnny Hansen                      | 3:50    |  |
| 4.  | "You Have Gone Wrong"  | Johnny Hansen                      | 5:28    |  |
| 5.  | "Lycanthropia"         | Johnny Hansen, Roberto Verta       | 5:00    |  |
| 6.  | "The Beast Inside"     | Johnny Hansen                      | 3:21    |  |
| 7.  | "Soldiers"             | Richard Johnsson                   | 3:57    |  |
| 8.  | "The Last Birthday"    | Johnny Hansen                      | 6:25    |  |
| 9.  | "Silent Telephone"     | Johnny Hansen, Roberto Verta       | 3:12    |  |
| 10. | "Death"                | Johnny Hansen, Roberto Verta       | 2:15    |  |

## Créditos Musicais
- Johnny Hansen - Vocais, Guitarras
- Richard Johnsson - Baixo Elétrico
- Roberto Verta - Teclados, Produção
- César Di Giacomo - Baterias